# Tomomi Morita
Tomomi Morita (森田智己?, Morita Tomomi; Miyagi, 22 agosto 1984) è un nuotatore giapponese.
Ha vinto due medaglie di bronzo alle Olimpiadi di Atene 2004, nei 100 m dorso e nella staffetta 4x100 m misti.

## Palmarès
- Olimpiadi

Atene 2004: bronzo nei 100m dorso e nella 4x100m misti.
- Mondiali

Barcellona 2003: bronzo nella 4x100m misti.
Montreal 2005: bronzo nella 4x100m misti.
Melbourne 2007: argento nella 4x100m misti.
- Campionati panpacifici

Yokohama 2002: bronzo nei 100m dorso.
Victoria 2006: argento nella 4x100m misti, bronzo nei 100m dorso e nei 200m dorso.
- Giochi asiatici

Busan 2002: bronzo nei 100m dorso.